# Befestigung

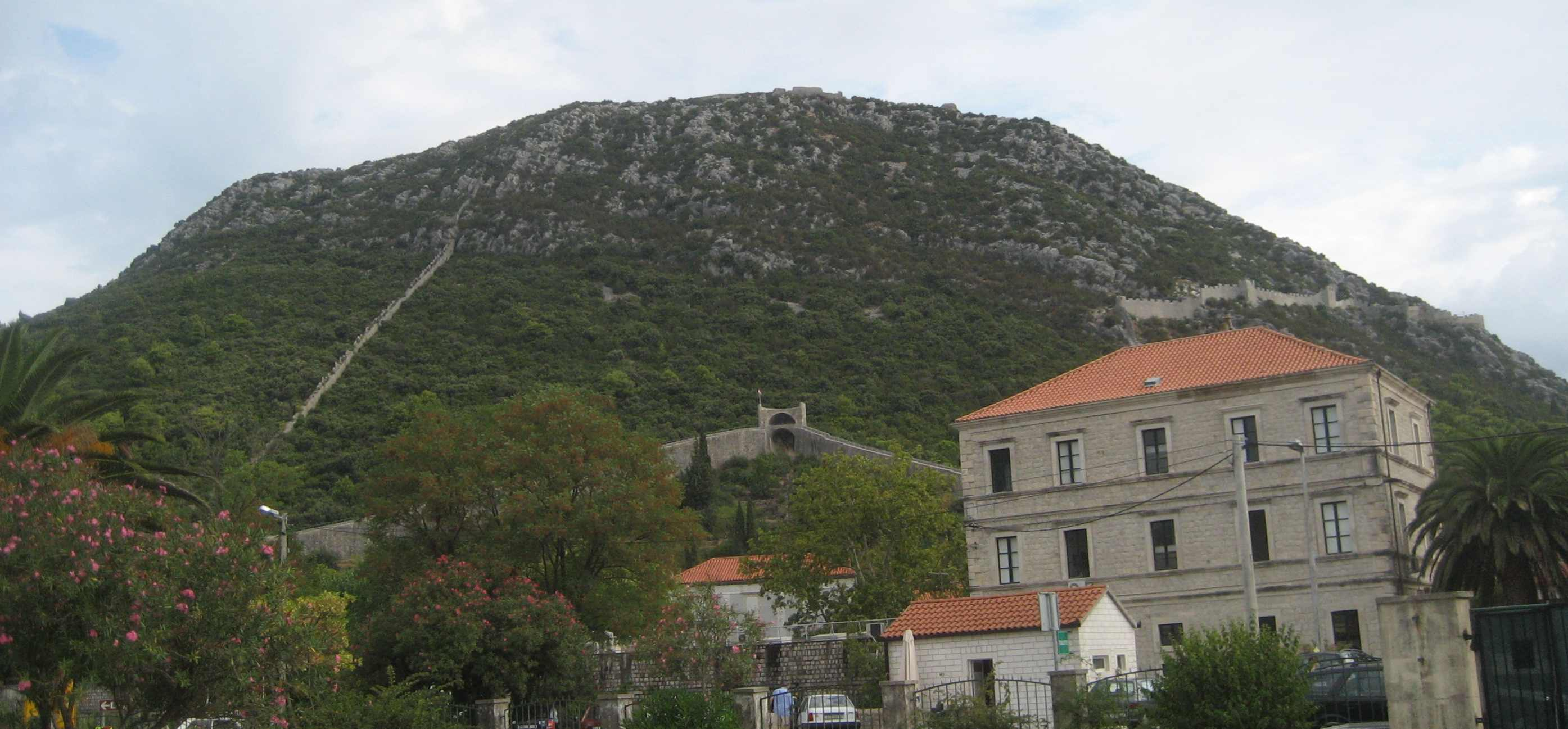
Die rund fünf Kilometer lange Befestigungsmauer der Stadt Ston gehört zu den längsten in Europa erhaltenen.

Eine Befestigung ist ein Bauwerk, das um einen Ort oder ein Gebiet errichtet wird, entweder um das Eindringen von Feinden oder die Abwanderung der Bewohner zu verhindern, oder aber dem Schutz vor Tieren oder Naturgewalten zu dienen. Im militärischen Bereich bezeichnet man sie auch als Fortifikation oder Wehranlage.

## Befestigungen im Tief- und Hochbau
Zu einer Befestigung gehören Bauteile wie Zäune, Gräben und Mauern sowie Erosionschutzmaßnahmen wie bewehrte Erde. Das natürlich vorhandene Gelände wird oft die Konzeption der Befestigung mit einbezogen und ist ein Bestandteil derselben. Deiche sollen Fluss-, See- und Meerwasser (insbesondere Hochwasser und Sturmfluten) zurückhalten und das dahinterliegende Kulturland vor der Überflutung bewahren. Uferbefestigungen sollen Unterspülung und Erosion der Böschung verhindern (siehe dazu Schlacht (Wasserbauwerk)). Hangbefestigungen sichern Böschungen in steilem Gelände gegen das Abrutschen (Steinschlag, Murgang). Spezielle Hangbefestigungen sind Wildbachverbauungen und Lawinenverbauungen. Früher wurde die Gesamtheit aller mit der Befestigungskunst in Zusammenhang stehenden Einrichtungen unter dem Namen Geniewesen zusammengefasst. Genie ist der Wortstamm der Berufsbezeichnung Ingenieur.

## Militärische Befestigung

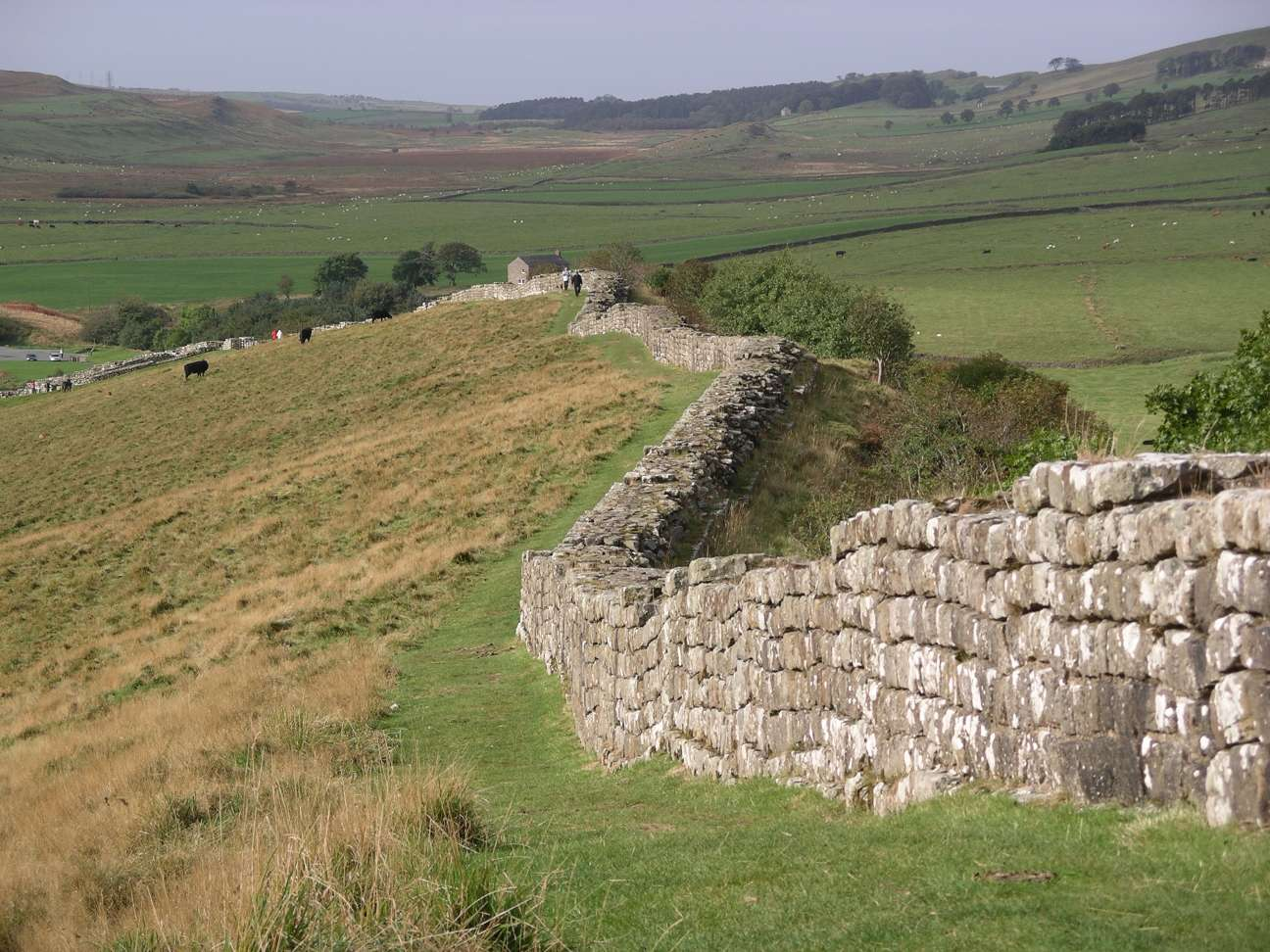
Der Hadrianswall in der Nähe von Greenhead in Northumberland England

Befestigungen sollten die Verteidigung erleichtern und das Vordringen des Gegners bremsen. Wegen der unveränderlichen Lage dienen sie eher einer Verteidigungslinie als einem Angriffskrieg. Vorgeschichtlichen Siedlungen wurden häufig dort angelegt, wo das Gelände natürlichen Schutz bot oder von künstlichen Ringwällen umgeben.
Die Feldbefestigung von militärischen Lagern bestand häufig aus Palisaden und ausgehobenen Gräben. Städte und Dörfer wurden bis ins 19. Jahrhundert durch Wallanlagen, Stadtgräben, Stadtmauern und Landwehren befestigt. Bestandteile von Stadtmauern und anderen Wehrbauten waren Türme, Wehrgänge, Zinnen, Hurden und Tore. Speziell als Verteidigungs- und Wehrbauten dienten Burgen, Zitadellen, Festungen, Forts, Bastionen, Glacis, sowie in jüngerer Zeit Bunker. Beispiele für Grenzbefestigungen (Kordon) sind der römische Limes, der Hadrianswall zwischen England und Schottland, die Chinesische Mauer und das Danewerk in Schleswig, das damals zum dänischen Jütland gehörte. Größere militärische Befestigungsanlagen erforderten oft die Umgestaltung des Vorlandes zur Anlage von Deckungen und beinhalteten auch Unterkunftsräume und Lagerbauten. Ab dem Ersten Weltkrieg wurden großräumige Verteidigungsanlagen wie etwa die französische Maginot-Linie angelegt. Da großflächige Verteidigungsanlagen moderner Artillerie und Luftangriffen keinen wirksamen Widerstand entgegensetzen können, wurden die meisten von ihnen spätestens im 20. Jahrhundert aufgelassen.

## Beispiele
- Schweizer Réduit – Alpenfestung der Schweiz im Zweiten Weltkrieg